# Chartèves
Chartèves ist eine französische Gemeinde mit 358 Einwohnern (Stand: 1. Januar 2022) im Département Aisne in der Region Hauts-de-France (frühere Region: Picardie). Sie gehört zum Arrondissement Château-Thierry und zum Kanton Essômes-sur-Marne.

## Geographie
Die Gemeinde Chartèves liegt am nördlichen Ufer der Marne, gegenüber der Mündung des Surmelin, rund zwölf Kilometer ostnordöstlich von Château-Thierry.

## Geschichte
Im Ersten Weltkrieg erlitt Chartèves durch die Kämpfe an der Marne erhebliche Schäden. Von 1974 bis 1978 war die Gemeinde mit der Nachbargemeinde Mont-Saint-Père unter dem Namen Charmont-sur-Marne vereinigt.

### Bevölkerungsentwicklung
| Jahr                       | 1962 | 1968 | 1975 | 1982 | 1990 | 1999 | 2006 | 2014 | 2021 |
| Einwohner                  | 241  | 226  | 235  | 252  | 303  | 370  | 351  | 348  | 358  |
| Quellen: Cassini und INSEE |      |      |      |      |      |      |      |      |      |

## Sehenswürdigkeiten
- Kirche Saint-Caprais, deren Bau bis in das 11. Jahrhundert zurückgeht
- Naturschutzgebiet Réserve naturelle des Coteaux de Chartèves mit großem Artenreichtum

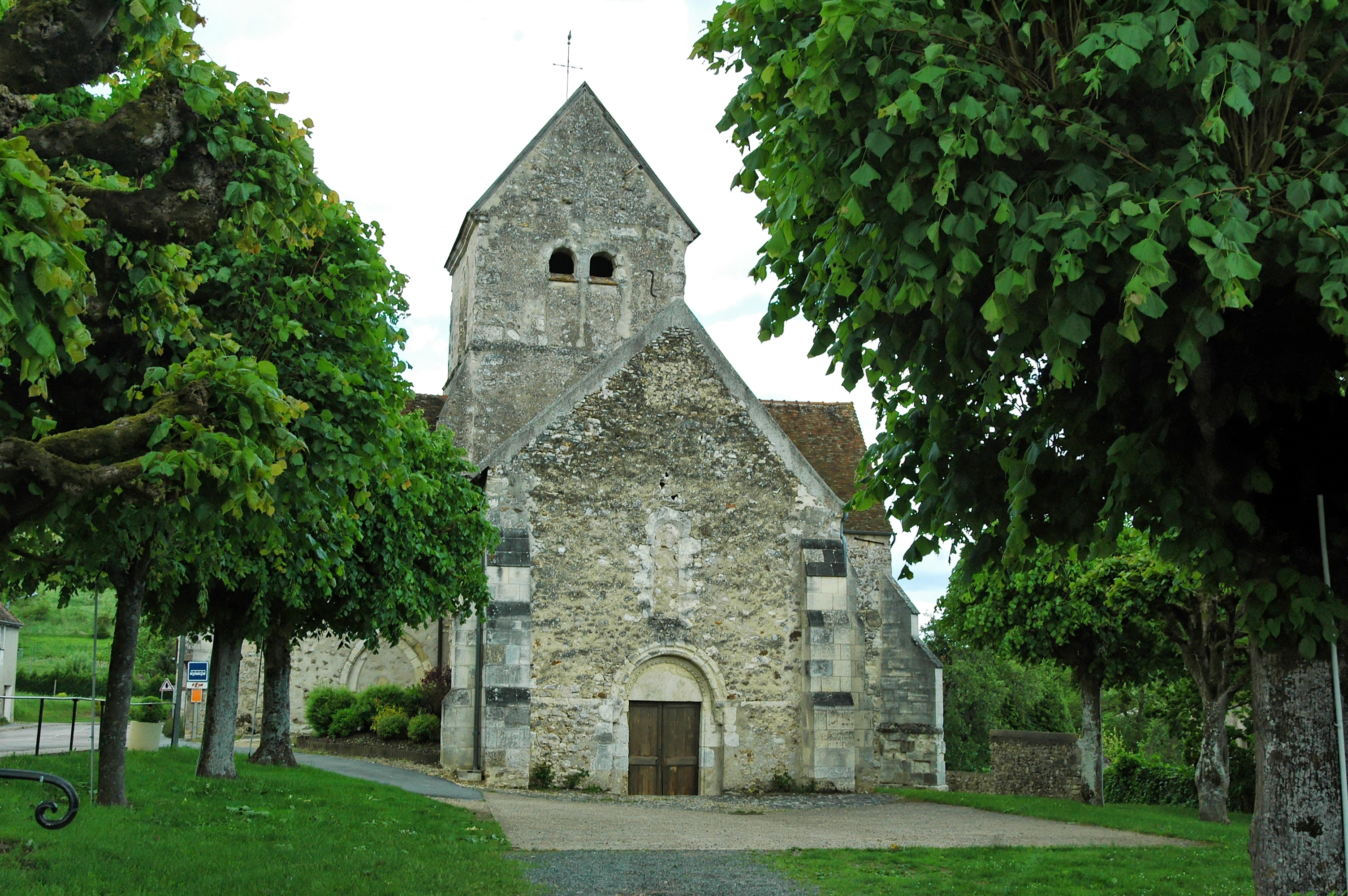
Kirche Saint-Caprais